# Parvamussium alaskense
Parvamussium alaskense är en musselart som först beskrevs av Dall 1871.  Parvamussium alaskense ingår i släktet Parvamussium och familjen Propeamussidae. Inga underarter finns listade i Catalogue of Life.